# 喬納森·嘉諾格里

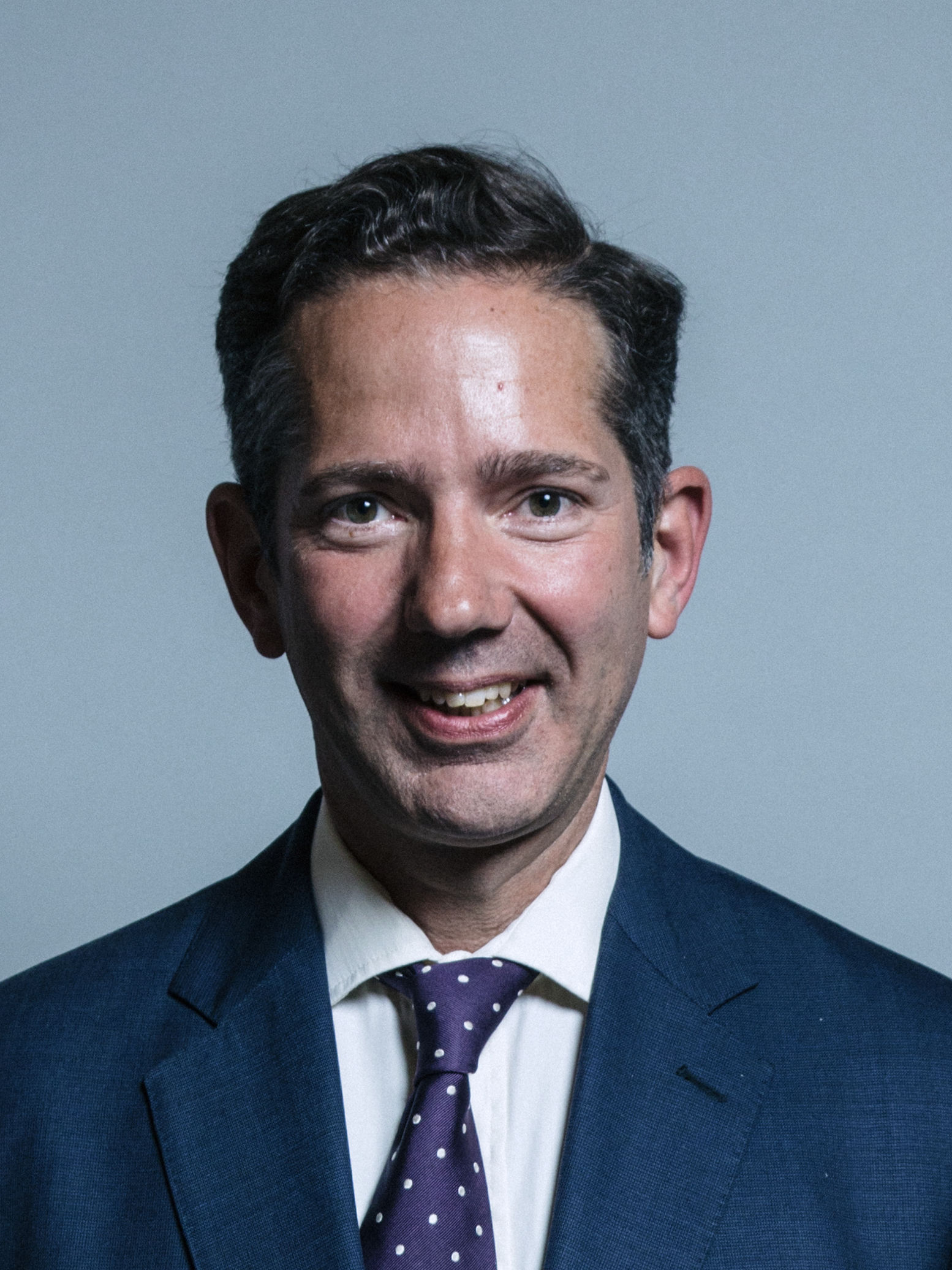

喬納森·嘉諾格里（英語：Jonathan Djanogly，1965年6月3日—）是一位英格蘭政治人物，他的黨籍是保守黨。自2001年開始，他擔任亨丁頓選區選出的英國下議院議員。他出生在一個英國猶太人家庭。